# Breziny
Breziny é um município da Eslováquia, situado no distrito de Zvolen, na região de Banská Bystrica. Tem 5,48 km² de área e sua população em 2018 foi estimada em 379 habitantes.

## Demografia
| Ano:        | 1994 | 2004 | 2014   | 2024   |
| ----------- | ---- | ---- | ------ | ------ |
| Broj ljudi: | 310  | 341  | 358    | 377    |
| Razlika:    |      | +10% | +4,98% | +5,30% |

| Ano:               | 2023 | 2024   |
| ------------------ | ---- | ------ |
| Número de pessoas: | 370  | 377    |
| Diferença:         |      | +1,89% |